# Guajira (Venezuela)
Guajira (fino al 2010: Páez) è un comune del Venezuela situato nello stato dello Zulia.
Conta 65 545 abitanti secondo il censimento del 2011.